# 1-es busz (Várpalota)
A várpalotai 1-es jelzésű autóbusz a Jókai Mór utca (Skála áruház) és Inota, Erőmű lakótelep megállóhelyek között közlekedett, a 2023. szeptember 1-jei menetrendváltástól kezdve a 6-os számú járattal összevonva, Tési domb, forduló és Inota, Erőmű lakótelep megállóhelyek között közlekedik. A vonalat a Thury-Busz üzemelteti.

## Közlekedése
Mindennap közlekedik kb. 40-60 percenként, csúcsidőben sűrítve.

## Útvonala
| Inota, Erőmű lakótelep felé | Tési domb, forduló felé |
| --- | --- |
| Tési domb, forduló – Erdődy Pálffy Tamás utca – Bakony utca – Rákóczi utca – Újlaky út – Szent István út – Arany János utca – Radnóti Miklós utca – Fehérvári út – – Erőmű utca – Inota, Erőmű lakótelep | Inota, Erőmű lakótelep – Erőmű utca – – Fehérvári út – Radnóti Miklós utca – Arany János utca – Szent István út – Újlaky út – Rákóczi utca – Bakony utca – Körmöcbánya utca – Erdődy Pálffy Tamás utca – Tési domb, forduló |

## Megállóhelyei
Az átszállási kapcsolatok között az Alukohó érintésével közlekedő 1Y busz és a Róbert Károly forduló érintésével közlekedő 13-as busz nincs feltüntetve!
| 0  | Tési domb, forduló                             | 19 | 15 | 4, 14                        | |
| 1  | Béke étterem (↓) Iskola (↑)                    | 18 | 14 | 4, 14                        | Bán Aladár Általános Iskola, Szivárvány Óvoda és Bölcsőde                                                               |
| 2  | Hőközpont                                      | 17 | 13 | 4, 14                        | |
| 3  | Rákóczi utca 26.                               | 16 | 12 | 4, 14                        | |
| 4  | Rákóczi utca 2.                                | 15 | 11 | 4, 14                        | Thury Vár, Várkerti Általános Iskola, Evangélikus templom                                                               |
| 6  | Jókai Mór utca (Skála áruház)                  | 13 | 9  | 3                            | Városháza, Jó Szerencsét Művelődési Központ, Mentőállomás, Rendőrség, Szent Donát Kórház, Református templom, Megyeháza |
| 8  | Ravatalozó (autóbusz-állomás) (↓) Könyvtár (↑) | 11 | 8  | 3 (csak Könyvtár megállóban) | Helyközi autóbusz-állomás, Krúdy Gyula Városi Könyvtár, Várpalotai temető                                               |
| 9  | Külsőmajor                                     | 10 | 7  |                              | Várpalotai temető |
| 11 | Inota, Zöldfa utca                             | 8  | 6  |                              | Napelempark |
| 12 | Inota, Búcsú tér                               | 7  | 5  |                              | |
| 13 | Inota, Radnóti Miklós utca                     | 6  | 4  |                              | Inotai Közösségi Ház, Református templom, Szent István király templom, Inotai temető                                    |
| 14 | Inota, Polyán utca                             | 5  | 3  |                              | |
| 18 | Erőmű                                          | 1  | 1  |                              | Inotai hőerőmű, Művelődési központ és Retro Színház                                                                     |
| 19 | Inota, Erőmű lakótelep                         | 0  | 0  |                              | Szent Család-kápolna |

1. ↑  Az első járat rövidebb menetidővel közlekedik.